# Klick (Militär)
Als klick (auch klik oder clic) wird vor allem im US-Amerikanischen-, aber auch im UK-Militärjargon, die Entfernung von einem Kilometer bezeichnet.

## Herkunft
Die Herkunft des Wortes in diesem Zusammenhang ist unbekannt. Eine Theorie führt es auf eine Verkürzung oder umgangssprachliches Verschleifen des Wortes „Kilometer“ zurück. 
Eine andere Theorie stammt von der onomatopoetischen Nachahmung des Geräusches eines militärischen Kilometerzählers.
Eine dritte Theorie besagt, dass der Begriff von australischen Infanterie-Soldaten komme, die ihre gelaufene Entfernung gezählt haben. So soll ein Soldat erst etwa 100 Schritte gezählt haben und als Merkhilfe pro 100 Schritte den Gasregulator an seinem L1-A1-Gewehr eine Stufe höher gestellt haben. Nach einem Kilometer gelaufener Strecke habe er dies dem Verantwortlichen mittels eines Handzeichens und dem Heben seines Gewehres mitgeteilt. Beim Zurückstellen des Gasregulators seiner Waffe soll es ein hörbares Klick-Geräusch gegeben haben.

## Gebrauch
Populär wurde die Verwendung im Vietnamkrieg in den 1960er Jahren. Da in den Vereinigten Staaten der Gebrauch des metrischen Systems nicht geläufig ist, wird durch die Verwendung des Begriffs „klick“ die Kommunikation mit den alliierten Kräften vereinfacht. Mittlerweile gibt es hierfür und für vieles andere auch einen NATO-Standard.
Normalerweise wird beim Militär das Military Grid Reference System (MGRS) zur Orientierung verwendet. Der Ausdruck „klick“ bezieht sich auf fußläufige Strecken im Einsatz.
Außerdem kann der Ausdruck „klick“ auch zum Einstellen eines Zielfernrohrs auf einer Waffe verwendet werden. In diesem Fall verändert sich die Visiereinstellung pro „klick“ um einen entsprechenden Wert. Typische Maßeinheiten und Werte pro „klick“ sind in der folgenden Tabelle aufgelistet. 
| Werte            | Einheit der Visiereinstellung                                                            |
| ---------------- | ---------------------------------------------------------------------------------------- |
| 1/2, 1/4, 1/8    | MOA (Minute Of Angle, deut.: Winkelminute) (2,908 cm auf 100 m bzw. 1,047" auf 100 yard) |
| 0,1; 0,05; 0,025 | MRAD (Milliradiant) (0,98 cm auf 100 m)                                                  |
| 0,1; 0,05; 0,025 | Nato MIL (Milliradiant) (1 cm auf 100 m)                                                 |
| 1/2; 1/4; 1/8    | SMOA (Shooter Minute of Angle) (1" auf 100 yard bzw. ~2,78 cm auf 100 m)                 |
| 1; 0,5; 0,25     | cm                                                                                       |

Zu beachten gilt noch, dass ein MRAD oft auch mit einem MIL gleichgesetzt wird.  Bei einer Entfernung von 5.000 m beträgt die Abweichung bei einem vollen MRAD zu einem vollen Nato MIL nur 1 cm, was zu vernachlässigen ist, da eine Nato MIL 50 cm Unterschied ausmacht bei 5.000 m.
Wenn von einem „klick“ gesprochen wird, kann es sich auch um eine nicht näher bemessene kurze Distanz handeln.